# The Sarnos – A Life in Dirty Movies
The Sarnos – A Life in Dirty Movies är en svensk dokumentärfilm från 2013 i regi av Wiktor Ericsson.
Filmen skildrar sexploitation-regissören Joe Sarno och hans lojala fru och samarbetspartner Peggy och följer deras plats i sexfilmshistorien, livet mellan New York och Sverige och deras försök att producera en sista erotisk film.
The Sarnos – A Life in Dirty Movies producerades av Erik Magnusson och Ingunn Knudsen och fotades av Dino Harambasic. Den premiärvisades 28 januari 2013 på Göteborgs filmfestival och hade biopremiär 27 mars samma år.

## Mottagande
Filmen har medelbetyget 3,5/5 på Kritiker.se, baserat på fyra recensioner. Svenska Dagbladet gav betyget 5/6 och Aftonbladet, Konstpretton och Sydsvenskan 3/5.